# العلاقات القطرية اللاوسية
العلاقات القطرية اللاوسية هي العلاقات الثنائية التي تجمع بين قطر ولاوس.

## مقارنة بين البلدين
هذه مقارنة عامة ومرجعية للدولتين:
| وجه المقارنة                                              | قطر           | لاوس        |
| --------------------------------------------------------- | ------------- | ----------- |
| المساحة (كم2)                                             | 11.44 ألف     | 236.80 ألف  |
| عدد السكان (نسمة)                                         | 2.64 مليون    | 6.86 مليون  |
| الكثافة السكانية (ن./كم²)                                 | 230.77        | 28.97       |
| العاصمة                                                   | الدوحة        | فيينتيان    |
| اللغة الرسمية                                             | اللغة العربية | اللغة اللاو |
| العملة                                                    | ريال قطري     | كيب لاوي    |
| الناتج المحلي الإجمالي (بليون دولار)                      | 167.61 مليار  | 16.85 مليار |
| الناتج المحلي الإجمالي (تعادل القوة الشرائية) بليون دولار | 316.40 مليار  | 38.71 مليار |
| الناتج المحلي الإجمالي الاسمي للفرد دولار أمريكي          | 73.65 ألف     | 1.82 ألف    |
| الناتج المحلي الإجمالي للفرد دولار أمريكي                 | 141.54 ألف    |             |
| مؤشر التنمية البشرية                                      | 0.850         | 0.575       |
| رمز المكالمات الدولي                                      | +974          | +856        |
| رمز الإنترنت                                              | .qa           | .la         |
| المنطقة الزمنية                                           | ت ع م+03:00   | ت ع م+07:00 |

## منظمات دولية مشتركة
يشترك البلدان في عضوية مجموعة من المنظمات الدولية، منها:
| علم المنظمة | اسم المنظمة                        | تاريخ انضمام قطر | تاريخ انضمام لاوس |
| ----------- | ---------------------------------- | ---------------- | ----------------- |
|             | منظمة حظر الأسلحة الكيميائية       | ?                | ?                 |
|             | يونسكو                             | 27 يناير 1972    | 9 يوليو 1951      |
|             | وكالة ضمان الاستثمار متعدد الأطراف | 22 أكتوبر 1996   | 5 أبريل 2000      |
|             | مؤسسة التمويل الدولية              | 11 أكتوبر 2008   | 29 يناير 1992     |
|             | الأمم المتحدة                      | 21 سبتمبر 1971   | 14 ديسمبر 1955    |
|             | منظمة الشرطة الجنائية الدولية      | ?                | ?                 |
|             | البنك الدولي للإنشاء والتعمير      | 25 سبتمبر 1972   | 5 يوليو 1961      |

## وصلات خارجية
- موقع وزارة الخارجية القطرية
- موقع وزارة الخارجية اللاوسية